# والتر إليوت
والتر إليوت (بالإنجليزية: Walter Elliott)‏ هو قسيس أمريكي، ولد في 1842 في ديترويت في الولايات المتحدة، وتوفي في 1928.